# زنده‌زا

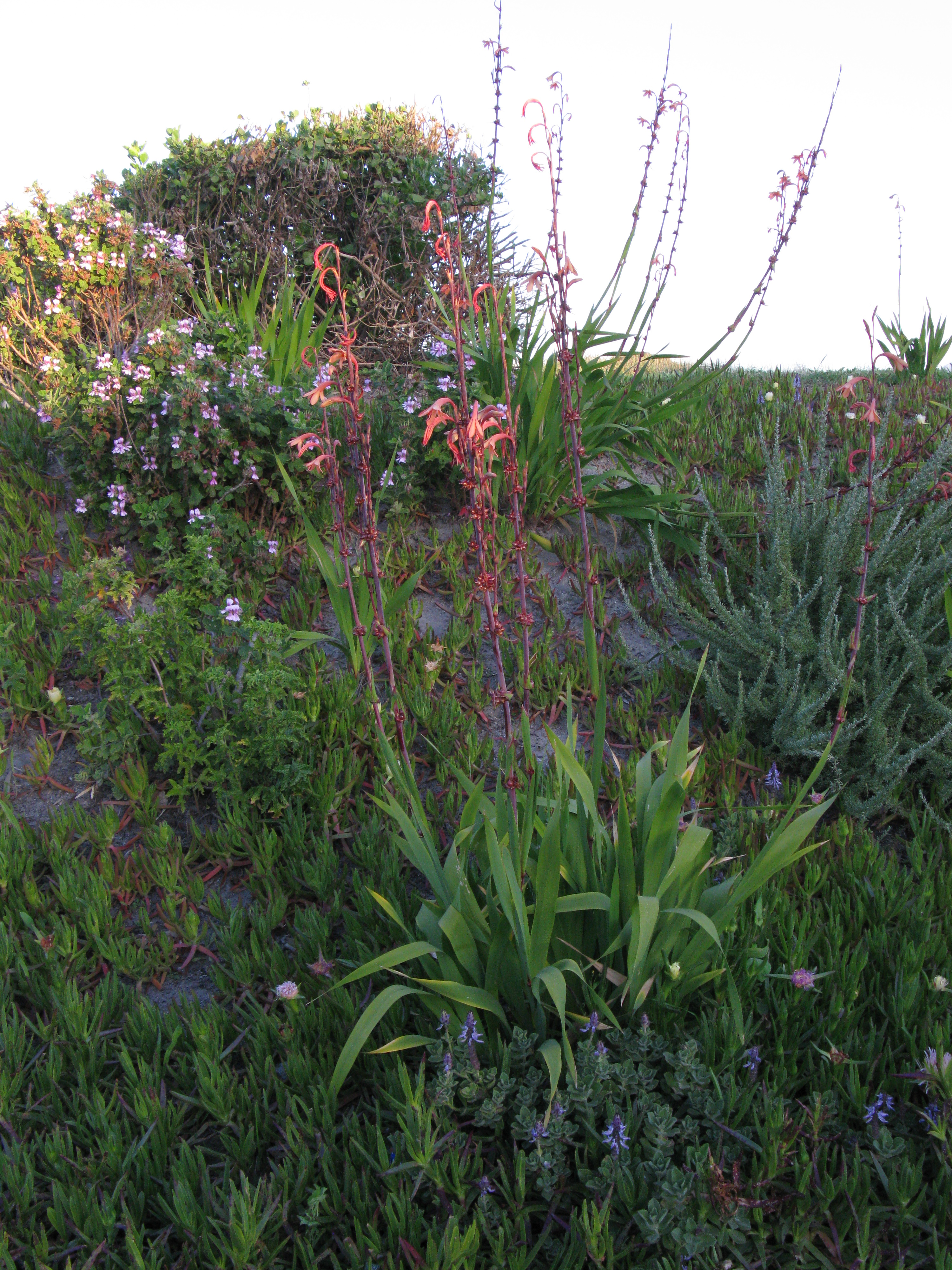
Watsonia meriana، نزدیک به پایان گلدهی، دارای کورم‌هایی است که در نهایت می‌ریزند و ریشه می‌کنند.

در گیاهان، زنده‌زایی (به انگلیسی: vivipary) زمانی اتفاق می‌افتد که دانه‌ها یا جنین‌ها پیش از جدا شدن از والدین رشد را آغاز می‌کنند. گیاهانی مانند برخی از زنبقیان (Iridaceae) و آگاوه‌وشان (Agavoideae)، در زیر بغل گل آذین خود، کورم رشد می‌کنند. این‌ها می‌افتند و در شرایط مساعد آنها عملاً یک فصل کامل را نسبت به دانه‌های افتاده آغاز می‌کنند. به‌طور مشابه، برخی از گل‌نازیان (Crassulaceae)، مانند گیاه اشک (Bryophyllum)، رشد کرده و گیاهچه‌ها را از شکاف‌های روی برگ‌های خود می‌ریزند و آماده رشد هستند. چنین تولید جنین از بافت‌های بدنی، تولیدمثل رویشی غیرجنسی است که معادل شبیه‌سازی است.
زنده‌زایی شامل تولیدمثل از طریق جنین‌ها، مانند ساقه‌ها یا پیازها است، برخلاف جوانه زدن خارجی از دانه‌های رهاشده و خفته که در گیاهان رایج است.